# Uromunna powelli
Uromunna powelli là một loài chân đều trong họ Munnidae. Loài này được Kensley miêu tả khoa học năm 1980.